# Liam Howlett
Pour les articles homonymes, voir Howlett.
Liam Howlett, né le 21 août 1971 à Braintree (Essex), est un musicien et DJ anglais, membre fondateur du groupe The Prodigy. Il est un des ravers les plus influents, sur la scène rave de Manchester dans le début des années 1990, ayant influencé les artistes les plus connus tels que NRG.
Ses DJ's sets sont légendaires même aujourd'hui, en mixant les plus grands classiques de la rave.

## Discographie solo
Parallèlement à The Prodigy, Liam Howlett est à l'origine de deux compilations mixées :
- 1991 : Sunset 102 Mix Manchester (Tape)
- 1992 : Babylon Mix (Tape)
- 1992 : The Mental Mix Scotland (Tape)
- 1993 : Guest Mix From The Edge Club '94 (Tape)
- 1999 : The Dirtchamber Sessions Volume 1
- 2006 : Back To Mine (sous le pseudonyme Liam Prodigy)

## Vie personnelle
Depuis le 6 juin 2002, Liam Howlett est marié à Natalie Appleton du groupe All Saints. Liam Gallagher (du groupe Oasis) étant à l'époque marié avec Nicole Appleton, la sœur de Nathalie, il l'invite à chanter sur le titre Shoot Down de l'album Always Outnumbered, Never Outgunned de The Prodigy.